# Ялець-андруга звичайний
Ялець-андруга звичайний, або європейський (Telestes souffia  (Risso, 1827)) — вид риб родини ялецевих (Leuciscidae). Раритетний вид, занесений до Червоної книги України та ряду інших природоохоронних документів ).
Раніше вид відносили до роду Ялець Leuciscus  Cuvier, 1816. В Україні визначався як підвид ялець-андруга закарпатський L. souffia agassii  Valensiennes, 1844.

## Опис
Прісноводний пелагічний вид, до 25 см довжиною.

## Поширення
Вид зустрічається в Європі в Середземноморському басейні від Оду до Вару (Франція, Швейцарія); басейнах річок Еро (Франція) і Соча (Італія і Словенія). У верхній течії Рейну в Німеччині та Швейцарії; у Дунайському басейні в західних притоках у Німеччині, Австрії, Словенії, Хорватії і частині Боснії-Герцеговині, також у басейні верхньої Тиси (Румунія, Україна). 

## Охорона
На більшій частині ареалу стан природних популяцій виду залишається більш-менш стабільним. Саме тому він, згідно Червоного списку МСОП, отримав охоронну категорію «відносно благополучний вид». Але в окремих регіонах спостерігається тенденція до зниження чисельності популяції виду. Тому ялець-андруга звичайний занесений до Червоної книги України (охоронна категорія: вразливий вид), Резолюції 6 Бернської конвенції, для яких Україна створює Смарагдову мережу, Додатку ІІІ цієї ж конвенції (охоронна категорія: види фауни, що підлягають охороні), а також до Директиви Європейського Союзу 92/43/ЄС «Про збереження природних оселищ та видів природної фауни і флори» (Додаток II. Види рослин і тварин, що становлять особливий інтерес для Європейського Союзу, збереження яких потребує створення територій особливої охорони).

## Підвиди
Наразі у складі виду розглядають ряд підвидів:
- Telestes souffia agassizi — зустрічається переважно у басейні верхнього Дунаю і в Альпах на висоті до 850 метрів.
- Telestes souffia muticellus — північна і центральна Італія.
- Telestes souffia souffia — басейни Рони і Вару.
- Telestes souffia montenegrinus — басейн південного Дунаю, Балкани.